# Неуропростетика
Неуропростетика или неуронска протетика је млада научна дисцилина из области неуробиологије и биомедицинског инжењерства, која се бави развојем неуронских протеза. Замењујући или побољшавајући функцију изгубљених чула, ови уређаји имају намену да побољшају квалитет живота особа са инвалидитетом. Неуропростетика уградњом протетски уређаја врши њихово повезивање са периферним нервом или га уграђује у структуре централног нервног система чиме постиже дуготрајну стимулацију нервног система чија је функција нарушена код разних стања и болести.

## Историја
Од када постоје компјутери, постојала је људска жеља да их контролишемо својим мислима. Још 1960-их година било је покушаја да се то оствари: наводно је научник са Оксфорда успео да помери слајд на пројектору помоћу можданих таласа.
Отприлике у исто време, неуронаучник Хозе Делгадо ушао је у ринг са биком како би доказао да може да успори снажну животињу и приморао је да се окрене користећи уређај који је измислио – „стимулус”. Напредак је, супротно Делгадовом оптимизму, био много спорији, а постизање крајњег циља у овој области – контролисање понашања имплантата који ће стимулисати мождане таласе, уместо спољних уређаја, много је теже постићи.
- Први кохлеарни имплант направљен је 1957. године.
- Прву заштиту моторике за падове стопала код хемиплегије примењена је 1961. године.
- Први слушни имплант можданог стабла настао је 1977. и имплантиран је у кичмену мождину одраслог пацова 1981. године,
- Године 1988., функционална електричну стимулацију (ФЕС) и олакшала је стајање и ходање групи параплегичара.

Што се тиче развоја електрода уграђених у мозак, рана потешкоћа је била поуздано лоцирање електрода, првобитно направљених уметањем електрода у игле и одбијањем игала на дубини гвожђа. Новији системи користе напредне сонде, као што су оне које се користе у дубокој стимулацији мозга за ублажавање симптома Паркинсонове болести. Проблем са приступом био је у томе што је сонда слободније лебдела у лобањи, па су и релативно мали удари, као што је саобраћајна несрећа при малој брзини, били су потенцијално штетни. 
Неки истраживачи, попут Кенсала Вајза са Универзитета у Мичигену, су предложили причвршћивање „електрода на спољашњу површину мозга или на унутрашњу површину лобање. Међутим, тек кад је остварена успешна, модемска веза решен је проблем на уређајима који треба да се убаце дубоко у мозак, као у случају дубоке мождане стимулације (ДБС).
Ипак, упркос напретку, имплантанти су и даље високог ризика – операција мозга може оставити трајне негативне последице на пацијента, без гаранције успеха, тако да штета надмашује позитивне ефекте имплантације. На пример, комуникација са можданим таласима је и даље спорија од „нормалног“ говора или куцања, а било каква инвазивна интервенција на људе није вредна ризика.

## Опште информације
Претходно обављена истраживања и прецизно откривање и снимање електричних сигнала у мозгу помогло је да се боље разумеју везе између локалних кластера неурона одговорних за одређене функције. На основу тога настале су неуралне протезе или неуропротезе као нека врста електронских имплантаната који могу да поврате моторичке, сензорне и когнитивне функције ако су претходно изгубљене као последица повреде или болести.
Ови имплантабилни уређаји се такође често користе у неуронауци у експериментима на животињама као алат за помоћ у проучавању мозга и његовог функционисања. У бежичном праћењу, електрични сигнали из мозга се шаљу преко електрода имплантираних у мозак субјекта, а субјект се може проучавати без уређаја који утиче на резултате.

## Техничке карактеристике
Неурални импланти су дизајнирани тако да су што је могуће мањи како би се минимизирала инвазивност, посебно у областима око мозга, очију или пужнице. Ови имплантати обично бежично комуницирају са својим протезама.
Снага за покретање ових апарата се лако добија бежичним преносом електричне енергије кроз кожу. Ткиво поред имплантанта је веома осетљиво на повећање температуре. То значи да се потрошња енергије мора свести на минимум како би се избегло термичко оштећење ткива.
Године 2019, група на Универзитету Карнеги Мелон, користећи неинвазивни интерфејс, успела је да приступи сигналима дубоко у мозгу и развије прву роботску руку на свету контролисану умом која може непрекидно и глатко да прати курсор рачунара.
Кохлеарни имплантати су данас најчешће коришћена неуропротетика. Од децембра 2010. примило га је око 219 хиљада људи широм света.
Неуронаучници покушавају да премосте изгубљене везе између неурона имитацијом електричних образаца, чувајући тако кључне везе између различитих сећања. Имплантанти треба да бележе мождану активност и активирају одређене групе неурона.